# كلية الطب البشري (جامعة الأميرة نورة بنت عبد الرحمن)
كلية الطب بجامعة الأميرة نورة بنت عبد الرحمن هي إحدى كليات جامعة الأميرة نورة بنت عبد الرحمن في الرياض. أُنشئت كلية الطب البشري بناءً على موافقة الملك عبد الله بن عبد العزيز بتاريخ 1433/5/22هـ. واستقبلت كلية الطب الدفعة الأولى للطالبات مع بداية العام الدراسي 1433/ 1434هـ.

## برنامج البكالوريوس
يبدأ برنامج البكالوريوس بالسنة التأسيسية حيث يتم فيه التطرق إلى أهم المعلومات الأساسية في كل مادة لإعداد الطالبات للمراحل الدراسية القادمة. السنتان الأولى والثانية تعتمدان على نظام الوحدات المبنية على أجهزة الجسم؛ بحيث تشمل كل وحدة معرفية جهازًا من الأجهزة الحيوية بالجسم من حيث: مكوناته، وظائفه، وعلاقته بأجهزة الجسم الأخرى، كما يحتوي أيضًا على أبرز الأمراض وأهم الأدوية المستخدمة لها. يهتم البرنامج بالتعليم الذاتي من خلال منهج يعتمد على التعلم المبني على حل المشكلات Learning Based Problem؛ حيث تُنَاقَش حالات مرضيَّة في مجموعةٍ صغيرة. ومن السنة الثالثة حتى السنة الخامسة يبدأ التطبيق العملي للعلوم الإكلينيكة في المستشفى؛ حيث يعتمد على نظام الدورات الطبية في عدد من التخصصات منها: الأمراض الجراحية والباطنية، طب الأطفال، الأمراض الجلدية، الطب النفسي، أمراض النساء والولادة، جراحة العظام.

## المرافق
تحتوي كلية الطب البشري على مسرحٍ مجهز بوسائل تعليمية حديثة لإلقاء المحاضرات لأعداد كبيرة، ولإقامة الحفلات واللقاءات التعريفية بالكلية. كما تحتوي الكلية على عدد من القاعات الدراسية التي تقع في الطابق الأرضي للكلية وتشمل: خمس قاعات دراسية، وأربع قاعات مخصصة للامتحانات، وإحدى عشرة قاعة مهيأة للتعلم المبني على حل المشكلات (بالإنجليزية: Problem Based Learning)‏. وتوجد بالكلية ثمانية معامل منها:
- معملان لعلم التشريح (بالإنجليزية: Anatomy lab)‏.
- ثلاثة معامل لعلم وظائف الأعضاء (بالإنجليزية: Physiology lab)‏.
- معملٌ لعلمِ الأمراض (بالإنجليزية: Pathology lab)‏.
- معملٌ للكيمياء الحيوية (بالإنجليزية: Chemistery lab)‏.
- معملٌ لعلم الأنسجة (بالإنجليزية: Histology lab)‏.
- مشرحة.

يوجد بالكلية مطعم خاص بها يقع في الطابق الأرضي، بالإضافة إلى كافتيريا في بهو الكلية. وبالكلية ستة مصليات (مصليين في كل طابق).

## الأقسام الأكاديمية

### 1. الأقسام الإكلينيكية[4]
- قسم التخدير.
- قسم الطب الشرعي والسموم.
- قسم طب الأسرة والمجتمع.
- قسم طب الأمراض الباطنية.
- قسم أمراض النساء والولادة.
- قسم طب وجراحة العيون.
- قسم أمراض الأذن والأنف والحنجرة.
- قسم طب الأطفال.
- قسم الجراحة.
- قسم جراحة العظام.
- قسم الجلدية.
- قسم الأشعة والتصوير الطبي.
- قسم الطب النفسي.
- قسم علم النفس الإكلينيكي.
- قسم البحوث الطبية.

### 2. قسم العلوم الأساسية:[5]
- التشريح وعلم الأنسجة.
- علم وظائف الأعضاء.
- علم الأمراض.
- الكيمياء الحيوية الطبية.
- الأحياء الدقيقة.
- علم الأدوية الطبية.

### 3. قسم المهارات الأساسية والتدريب
يضم قسم التعليم الطبي ثلاث مقررات دراسية: مهارات التعلم، والمهنية الطبية، والمعلوماتية الطبية.

## إدارة الكلية
- د. ريم بنت عوض الحربي/ عميدة كلية الطب.
- د. ابتسام بخش/ وكيلة الكلية للشؤون التعليمية.
- د. الهام بنت حسن الحفظي/ وكيلة الجودة والتطوير في كلية الطب البشري.
- د. هنادي عدنان بخش/ وكيلة الكلية للخدمات الطلابية والمجتمعية.

## المستشفيات الجامعية

### مستشفى الملك عبد الله بن عبد العزيز الجامعي
أُنشِئ مستشفى الملك عبد الله الجامعي في 1438/2017، ويقع في الطرف الجنوبي من جامعة الأميرة نورة بنت عبد الرحمن، وهو مستشفى تعليمي مجهز بسعة 300 سرير. ويضم مستشفى الملك عبد الله بن عبد العزيز الجامعي عيادات خارجية، وقسم للإسعاف والطوارئ، وغرف تنويم. كذلك توجد عيادات متخصصة تقدم خدماتها في عدة تخصصات منها: الولادة، وأمراض النساء، والباطنية، والجراحة، وطب الأطفال، والأنف والأذن والحنجرة، وطب العيون، وجراحة المسالك البولية. كما يتميز المستشفى بوجود مراكز متكاملة لثلاثة تخصصات هي:
- نمو وتطور الطفل.
- صحة المراهقين.
- صحة المرأة.